# Nová Ves u Kdyně

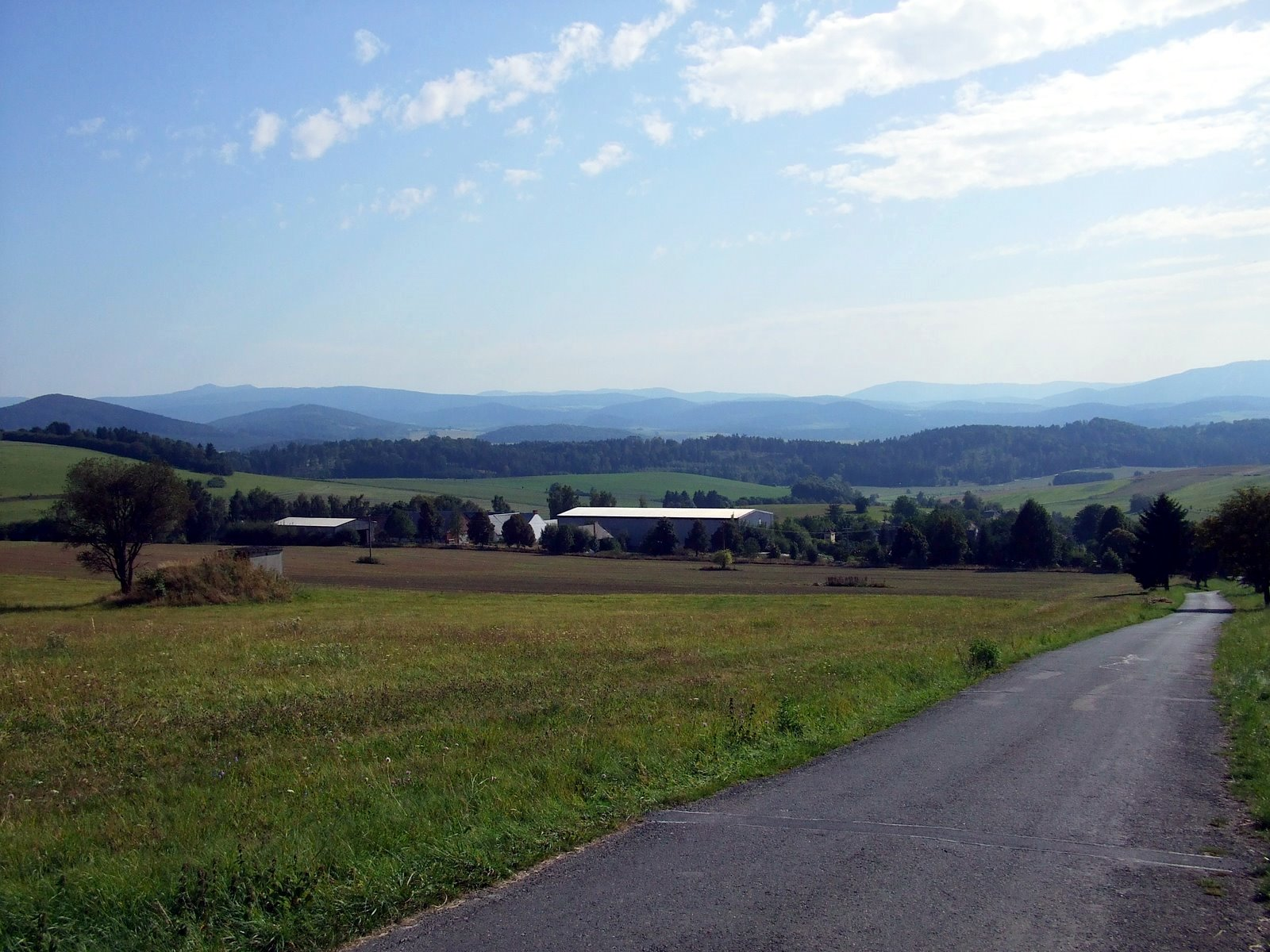
Blick über Nová Ves zum Böhmerwald

Nová Ves  (deutsch Neudorf b. Neugedein) ist eine Gemeinde in Tschechien. Sie liegt elf Kilometer südöstlich von Domažlice und gehört zum Okres Domažlice.

## Geographie
Nová Ves befindet sich östlich des Neumarker Passes in der Cham-Further Senke (Všerubská vrchovina) in der Quellmulde des Novoveský potok. Westlich erhebt sich der Čepice (655 m), nördlich der Bezný (658 m) und im Südwesten der Svatá Anna (Tannaberg, 515 m) mit der Kirche St. Anna. Südöstlich des Dorfes entspringt der Chamb (Kouba). Die Eisenbahnstrecke von Klatovy nach Domažlice führt nördlich von Nová Ves durch das Tal des Zahořanský potok, westlich des Ortes liegt die Bahnstation Chodská Lhota. Nová Ves liegt an der Europäischen Wasserscheide, der Zahořanský potok gehört zum Einzugsgebiet der Elbe und der Novoveský potok führt sein Wasser über den Hájecký potok in den Chamb und damit der Donau zu.
Nachbarorte sind Kdyně und Brnířov im Norden, Hluboká im Nordosten, Vítovky und Na Šteflích im Südosten, Hyršov und Chalupy im Süden, Hájek im Südwesten, Brůdek und Hamličky im Westen sowie Starec und Prapoříště im Nordwesten.

## Geschichte
Die erste urkundliche Erwähnung von Nová Ves erfolgte im Jahre 1508.

## Sehenswürdigkeiten
- barocke Wallfahrtskirche St. Anna auf dem Berg Svatá Anna (Tannaberg) bei Hájek